# Jeremy Tucker
Jeremy Tucker (11 de janeiro de 1974, San Antonio, Texas) é um ator estadunidense de filmes pornográficos gays.

## Prêmios e Indicações
- Venceu o Adult Erotic Gay Video Awards (Grabby) de 2000 para :[2]
  - Best Group Scene com  Seth Adkins, Hans Ebson, Cameron Fox, Jeremy Jordan, Billy Kincaid, Tristan Paris, Emilio Santos, e Nick Young, para suas atuações em "Out of Athens" (Falcon Studios).
  - Best Ethnic Performer.
- Venceu o  GayVN Awards de 2000 para  Best Group Scene por "Out of Athens".[3]

## Videografia selecionada
- Big Brother Is Watching
- Convictions 2
- Echoes
- The Hole
- Man Daze
- The Missing Link
- The Missing Link: Director's Cut
- Out of Athens Part 1